# La Llar
La Llar va ser la primera residència i ateneu femení per a noies estudiantes a Barcelona, creada el 1913 per Carme Karr, que també la dirigia. Admetia noies d’entre tretze i divuit anys, i tingué la seu al carrer de Guillem Tell, números 8 i 10, al barri del Putxet i el Farró, en una casa de tres plantes amb jardí i tots els serveis de banys, electricitat i telèfon. La seva fundació fou subvencionada per l’Ajuntament  –amb una aportació de 10.000 pessetes– i alguns particulars. I comptava amb un protectorat presidit per la Infanta Maria de la Pau de Borbó, Princesa de Baviera.

## Instal·lacions i oferta formativa
La residència es va crear amb la finalitat d’allotjar i atendre les noies que, vivint a fora, venien a Barcelona per seguir estudis, i els oferia, a més de residència, «aquell complement de formació i aquella llibertat i educació socials que són necessàries a les futures mares de família». Els complements de formació incloïen coneixements en Higiene, Puericultura, Economia domèstica, Estètica... La Llar, però, pretenia també tenir cura de la vida moral tant com de la material i pedagògica, i prometia «una sana i abundant alimentació, habitacions alegres i confortables, molta higiene i vigilància (sense que aquesta privi la noia d'una raonable llibertat d'acció), bones i útils relacions socials». L’ensenyament domèstic incloïa «presupostos de casa, neteja, cosir, planxar, cuinar, repàs de roba, cura dels infants i dels malalts, medicina casolana i d'accidents, i també conferències d'ampliació educativa en tots els rams artístics i científics». Les pensionistes tenien a la seva disposició la sala de l’Ateneu Femení i la Biblioteca. La intenció era fer d’aquestes noies «no solament dones ben imposades de llurs carreres respectives, sinó també bones mares de família cristiana i enteses senyores de sa casa». «La Llar» organitava en cada estació, a més d'excursions instructives i esports, també viatges col·lectius, als quals podien afegir-se mares i germanes de les pensionistes i les sòcies de l’Ateneu.
Mantenia la cooficialitat de les llengües catalana i castellana i la «neutralitat absoluta» en matèries polítiques i religioses, tot i que aquests continguts formaven part del programa educatiu. La residència s’inspirava «en les que en l'estranger presten tants serveis a la formació de la futura mare de família», semblant en el que fos possible a la Residencia de Estudiantes, creada a Madrid, sota el Patronat de la Junta per a l’Ampliació d’Estudis. La ideologia que la definia, però, era clarament més conservadora i és sabut que el feminisme de Karr, tot i que va assolir molts avenços, propugnava per a les dones una educació encaminada a elevar el seu nivell cultural però que no les apartés de la vida i la responsabilitat domèstica.
La residència admetia mares i germanes en una estada ocasional i també professores o graduades que fessin estudis, oposicions o investigacions a Barcelona. La quota mensual de les ateneistes era de 5 pessetes.

## Rivalitat amb l'Institut de Cultura i la Biblioteca Popular de la Dona
Carme Karr maldà per mantenir el seu projecte de residència amb la idea de convertir «La Llar» en l’Escola de la Dona de la Mancomunitat. Va donar a conèixer el projecte per mitjà de tres conferències a l’Ateneu Barcelonès els dies 6, 13 i 20 d’abril i va publicar diversos articles explicatius a Feminal. Entrà amb competència amb la Biblioteca Popular de la Dona, inaugurada el 1909, i s’adreçà per carta reiteradament a Joan Maragall i a Enric Prat de la Riba els anys 1914 i 1915, perquè influïssin en favor de la seva causa, però la Mancomunitat va optar per encarregar aquest projecte de l’Escola de la Dona a Francesca Bonnemaison, que tenia el suport de Narcís Verdaguer i Callís, figura destacada de la Lliga.
La creació de «La Llar», destinada a afavorir l’ampliació d’estudis, va ser una eina pionera que, al costat de la iniciativa de Francesca Bonnemaison i de Dolors Monserdà, i anticipant-se a altres projectes que arribarien als anys vint i trenta, dinamitzà l'educació de la dona a Catalunya.